# Naturalia negotii
Naturalia negotii (z łac.; przedmiotowo nieistotne składniki treści czynności prawnej) - składniki treści czynności cywilnoprawnej, które powinny się znaleźć w jej treści, jednakże jeśli strony ich do tej treści nie włączą, czynność jest ważna, a brakujące elementy można ustalić na podstawie przepisów dyspozytywnych, zasad współżycia społecznego i ustalonych zwyczajów. 
Takim składnikiem jest np. ustalenie miejsca wykonania umowy. 